# Longecourt-en-Plaine
Pour l’article homonyme, voir Longecourt-lès-Culêtre.
Longecourt-en-Plaine est une commune française située dans le département de la Côte-d'Or, en région Bourgogne-Franche-Comté. Elle est connue mondialement pour ses deux lavoirs.

## Géographie

### Climat
Pour des articles plus généraux, voir Climat de la Bourgogne-Franche-Comté et Climat de la Côte-d'Or.
En 2010, le climat de la commune est de type climat des marges montargnardes, selon une étude du Centre national de la recherche scientifique s'appuyant sur une série de données couvrant la période 1971-2000. En 2020, Météo-France publie une typologie des climats de la France métropolitaine dans laquelle la commune est dans une zone de transition entre le climat océanique altéré et le climat océanique altéré et est dans la région climatique  Bourgogne, vallée de la Saône, caractérisée par un bon ensoleillement (1 900 h/an), un été chaud (18,5 °C), un air sec au printemps et en été et des vents faibles. 
Pour la période 1971-2000, la température annuelle moyenne est de 10,7 °C, avec une amplitude thermique annuelle de 17,6 °C. Le cumul annuel moyen de précipitations est de 815 mm, avec 11 jours de précipitations en janvier et 7,6 jours en juillet. Pour la période 1991-2020, la température moyenne annuelle observée sur la station météorologique de Météo-France la plus proche, « Dijon-Longvic », sur la commune d'Ouges à 9 km à vol d'oiseau, est de 11,4 °C et le cumul annuel moyen de précipitations est de 743,4 mm,. Pour l'avenir, les paramètres climatiques de la commune estimés pour 2050 selon différents scénarios d'émission de gaz à effet de serre sont consultables sur un site dédié publié par Météo-France en novembre 2022.

## Urbanisme

### Typologie
Au 1er janvier 2024, Longecourt-en-Plaine est catégorisée bourg rural, selon la nouvelle grille communale de densité à 7 niveaux définie par l'Insee en 2022.
Elle est située hors unité urbaine. Par ailleurs la commune fait partie de l'aire d'attraction de Dijon, dont elle est une commune de la couronne,. Cette aire, qui regroupe 333 communes, est catégorisée dans les aires de 200 000 à moins de 700 000 habitants,.

### Occupation des sols
L'occupation des sols de la commune, telle qu'elle ressort de la base de données européenne d’occupation biophysique des sols Corine Land Cover (CLC), est marquée par l'importance des territoires agricoles (70,6 % en 2018), en diminution par rapport à 1990 (71,6 %). La répartition détaillée en 2018 est la suivante : terres arables (67,9 %), forêts (21,9 %), zones urbanisées (7,5 %), zones agricoles hétérogènes (2,6 %). L'évolution de l’occupation des sols de la commune et de ses infrastructures peut être observée sur les différentes représentations cartographiques du territoire : la carte de Cassini (XVIIIe siècle), la carte d'état-major (1820-1866) et les cartes ou photos aériennes de l'IGN pour la période actuelle (1950 à aujourd'hui).

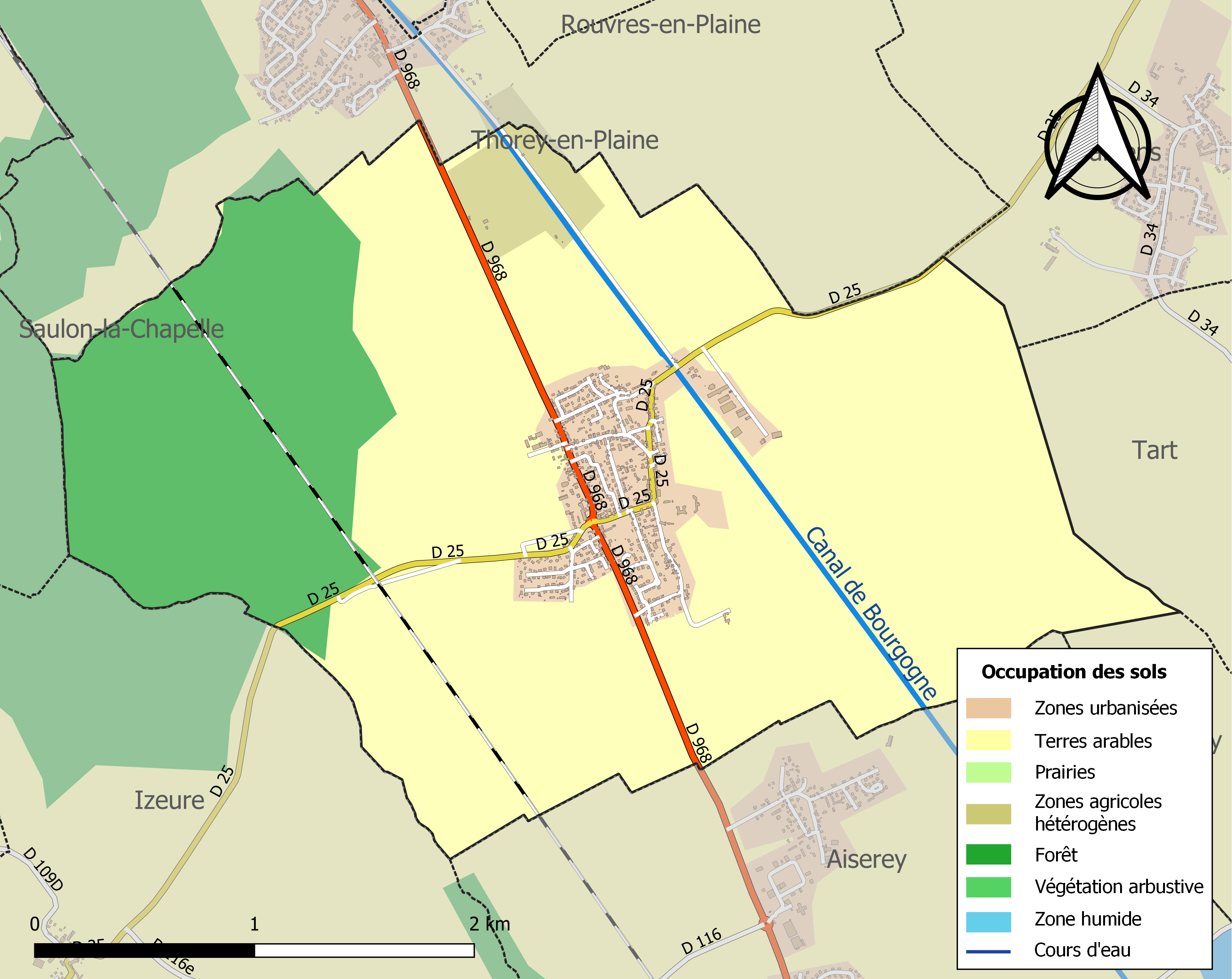
Carte des infrastructures et de l'occupation des sols de la commune en 2018 (CLC).

## Histoire
L'histoire du village de Longecourt-en-Plaine est très liée à celle de la seigneurie de Longecourt et de son château, notamment pour la période d'Ancien Régime.

### La maison forte et les premiers seigneurs (XIIIesiècle-XVesiècle)
La seigneurie de Longecourt est citée dès le XIIIe siècle. Le domaine appartient alors à Robert de Boisleux, seigneur d'origine artésienne qui vit dans l'entourage du duc de Bourgogne. Une première maison forte de plaine, avec fossés et pont-levis, est construite sur les fondations d'une ancienne motte féodale. En 1298, cette seigneurie est acquise par le duc Robert II. Sa fille, Marie, épouse Édouard Ier, comte de Bar, en 1310. Cependant, la dot promise tarde à venir. Eudes IV, frère de Marie, devenu duc au décès de son frère aîné Hugues V, décide de régler le problème. En 1323, il transfère la seigneurie de Longecourt, avec les domaines de Tart et de Potangey, à son beau-frère. Un dénombrement de 1372 rapporte alors 50 feux à Longecourt, 15 à Potangey et 60 à Tart.
Lors de la guerre civile entre Armagnacs et Bourguignons, la famille de Bar s'oppose parfois au parti bourguignon. Si Édouard III de Bar se réconcilie avec le duc du Bourgogne, son décès lors de la bataille d'Azincourt en 1415 relance la suspicion. Son fils, Louis Ier de Bar, un clerc, est trop proche de son petit-neveu, le « roi René », farouche adversaire des ducs bourguignons. Finalement, la seigneurie est provisoirement rattachée à la châtellenie ducale voisine de Rouvres (1415-1436). Le problème est résolu par René en 1436 avec la vente de la seigneurie à Jean de Fribourg, maréchal de Bourgogne, seigneur à Champlitte. Selon le dénombrement de 1445, le château, alors délaissé, est en très mauvais état : seules les parties agricoles, protégées d'une seconde enceinte, sont entretenues. Le comte de Fribourg et Neuchâtel concentre uniquement ses efforts sur le domaine seigneurial (construction d'un moulin sur le canal d'évacuation des eaux, par exemple).

### La seigneurie de Longecourt
La seigneurie possède alors sa physionomie définitive assez homogène ; les seigneurs suivants se concentreront plus sur le château lui-même ou sur la remise à l'ordre du jour de droits tombés en désuétude. Le maître des lieux dispose de la totalité des droits de justice. Cela nécessite la présence sur place d'un juge (qui migrera à Dijon au XVIIe siècle). Celui-ci est assisté d'un greffier, d'un procureur et de sergents. Des prisons sont établies au château, quant au gibet, il est élevé à la limite du domaine, sur la route de Saint-Jean-de-Losne, au niveau de Potangey. La surveillance des moissons est assurée par un messier désigné conjointement par le seigneur et les habitants. D'autres privilèges, relevant des banalités, sont dus au seigneur : pesée des marchandises, banvin, corvées diverses (aux propriétaires de charrues, de charrettes...). Longecourt abrite alors un petit hôpital ainsi qu'une chapelle dédiée à sainte Marguerite sur la grande route de Dijon.

### Le temps des Baissey
La famille de Baissey hérite de la seigneurie en 1459. Jean de Baissey était alors déjà seigneur d'Izeure ; il meurt à la bataille de Morat (22 juin 1476). Son fils, Antoine (v.1460-1509), également baron de Til-Châtel, connait une carrière militaire conséquente. D'abord au service des ducs de Bourgogne, il est fait prisonnier par les Français et, après le rattachement de la Bourgogne (1477), passe à leur service. Bailli de Dijon, colonel des gardes suisses et des lansquenets pendant les guerres d'Italie, il entre avec deux mille Suisses dans Gênes (1494) et fait partie de l'avant-garde à la bataille du Taro (1495). Parlant bas-allemand, il sert d'intermédiaire dans les négociations avec les Suisses. Ce seigneur influencé par sa campagne italienne commande la reconstruction, en brique, de son château (vers 1495). Celle-ci est terminée en 1539, sous Claude de Baissey, colonel des lansquenets et « pensionnaire » des rois Louis XII et François Ier.
Longecourt participe à l'histoire troublée de la fin du XVIe siècle. Le 27 mai 1564, Catherine de Médicis, accompagnée du jeune roi Charles IX, fait étape au château lors de son « grand tour de France ». Venant de Dijon, elle se dirigeait vers Pagny-le-Château pour y rencontrer Chabot-Charny. Le 9 juin 1593, les Ligueurs prennent la forteresse, forçant les partisans d'Henri de Navarre à se replier sur Vergy. Le dernier seigneur de la famille de Baissey est Gaspard ; par un contrat de 1586 (confirmé en 1616), il institue comme héritier le marquis de Varennes tout en assurant l'usufruit à sa tante, Chrétienne de Baissey.

### LesXVIIeetXVIIIesiècles
François de Nagu, marquis de Varennes, reprend le fief en 1620. Lors de la guerre de Trente Ans, les soldats impériaux du général Gallas, en route vers Saint-Jean-de-Losne, brûlent le village (1636). Roger de Nagu, maréchal de camp des armées du roi, en poste de gouverneur d'Aigues-Mortes, succède à son père en 1644. Cependant, au milieu du siècle, peut-être en raison de l'éloignement de ce dernier, la seigneurie est un temps propriété de Gilles Berthet, maître d'hôtel du roi puis trésorier général des États de Bourgogne (attesté entre 1646 et 1651). Le fief est repris en 1654 par Alexandre de Nagu, prieur commendataire de Saint-Marcel-lès-Chalon et tuteur du jeune Joseph, marquis de Varennes. En 1666, l'enquête de l'intendant Bouchu dénombre 51 feux et rappelle les nombreuses corvées toujours en vigueur (curée des fossés du château, banalités, etc). Le 18 octobre 1680, Alexandre-Joseph de Nagu-Varennes revend la seigneurie à Jacques Berbis pour 80 000 livres.
La famille de Berbis domine alors, grâce à cette seigneurie, les villages de Longecourt, Potangey et Thorey-lès-Époisses. Elle possède aussi un petit fief à Gemeaux. Par testament, Jacques Berbis laisse sa femme, Catherine de Mucie, désigner un héritier parmi ses enfants encore mineurs. Elle choisit Philippe, à l'occasion de son mariage en 1713 avec Madeleine de Thésut, fille de Jean de Thésut, le notable sire de Ragy. Ce dernier offre en dot les trois villages de Tart (Tart-le-Haut, Tart-le-Bas et Tart-l'Abbaye) qu'il avait acquis auparavant (1705). En 1753, Nicolas-Philippe Berbis, capitaine de cavalerie au régiment de Grammont, succède à son père. Tout au long de cette période, les Berbis transforment le château en une véritable demeure de plaisance dans l'air du temps : un corps de bâtiment est abattu, le cours de l'Oucherotte modifié. L'embellissement est bientôt achevé au milieu du XVIIIe siècle. À la Révolution, un projet prévoit un temps d'y implanter une manufacture d'étoffes de laine (1793).

### L'époque contemporaine
Au XIXe siècle, le canal de Bourgogne, achevé partiellement en 1808, est définitivement ouvert en 1832. Il borde la limite est de la commune. Pendant la guerre franco-prussienne, le village et surtout le château sont occupés par les Allemands (1870).
Durant le XXe siècle, une nouvelle occupation a lieu entre 1940 et 1944. Le château ainsi que quelques maisons voisines sont réquisitionnés par les Allemands du « KG55 » de la base aérienne militaire voisine de Longvic afin de loger officiers et services. Le 21 mai 1943, lors d'un vol d'entrainement de nuit, un bombardier Heinkel 111 est abattu au nord de la commune par un Mosquito allié : ses cinq passagers sont tués,. Les occupants allemands sont remplacés de novembre 1944 à mars 1945 par les Américains du « 320th Bomber Group » qui installent leur quartier général au château alors que la troupe du 441th Squadron est logée sous des tentes dans les jardins,,.
En 1961, Longecourt devient administrativement « Longecourt-en-Plaine ».

## Politique et administration

### Liste des maires
| Période                                  | Période | Identité           | Étiquette | Qualité                          |
| ---------------------------------------- | ------- | ------------------ | --------- | -------------------------------- |
| Les données manquantes sont à compléter. |         |                    |           |                                  |
| 2001                                     | 2008    | Claude Cornier     |           |                                  |
| 2008                                     | 2020    | Daniel Baudron     | LR        |                                  |
| 2020                                     | 2022    | Éric de Lamarlière |           |                                  |
| 2022                                     | 2026    | Paul Murano        |           | Retraité de la fonction Publique |

## Démographie
L'évolution du nombre d'habitants est connue à travers les recensements de la population effectués dans la commune depuis 1793. Pour les communes de moins de 10 000 habitants, une enquête de recensement portant sur toute la population est réalisée tous les cinq ans, les populations de référence des années intermédiaires étant quant à elles estimées par interpolation ou extrapolation. Pour la commune, le premier recensement exhaustif entrant dans le cadre du nouveau dispositif a été réalisé en 2006.

En 2022, la commune comptait 1 185 habitants, en évolution de −3,11 % par rapport à 2016 (Côte-d'Or : +0,82 %, France hors Mayotte : +2,11 %).
| 1793 | 1800 | 1806 | 1821 | 1831 | 1836 | 1841 | 1846 | 1851 |
| ---- | ---- | ---- | ---- | ---- | ---- | ---- | ---- | ---- |
| 326  | 372  | 405  | 545  | 546  | 589  | 620  | 652  | 680  |

| 1856 | 1861 | 1866 | 1872 | 1876 | 1881 | 1886 | 1891 | 1896 |
| ---- | ---- | ---- | ---- | ---- | ---- | ---- | ---- | ---- |
| 697  | 703  | 715  | 656  | 671  | 614  | 607  | 605  | 594  |

| 1901 | 1906 | 1911 | 1921 | 1926 | 1931 | 1936 | 1946 | 1954 |
| ---- | ---- | ---- | ---- | ---- | ---- | ---- | ---- | ---- |
| 610  | 533  | 544  | 512  | 519  | 479  | 417  | 464  | 494  |

| 1962 | 1968 | 1975 | 1982 | 1990  | 1999  | 2006  | 2011  | 2016  |
| ---- | ---- | ---- | ---- | ----- | ----- | ----- | ----- | ----- |
| 560  | 582  | 562  | 713  | 1 023 | 1 189 | 1 254 | 1 225 | 1 223 |

| 2021  | 2022  | - | - | - | - | - | - | - |
| ----- | ----- | - | - | - | - | - | - | - |
| 1 202 | 1 185 | - | - | - | - | - | - | - |

## Héraldique
| Blason de Longecourt-en-Plaine | Blason  | D'azur au pal cousu de gueules chargé de trois chevrons d'argent et accosté de deux bars d'or affrontés en pal. |
| Blason de Longecourt-en-Plaine | Détails | Le statut officiel du blason reste à déterminer.                                                                |

## Lieux et monuments

### Château de Longecourt
En bordure du village de Longecourt-en-Plaine, dans un joli parc de 40 ha, à proximité de l'Oucherotte et entouré de douves que franchissent trois ponts dormants.

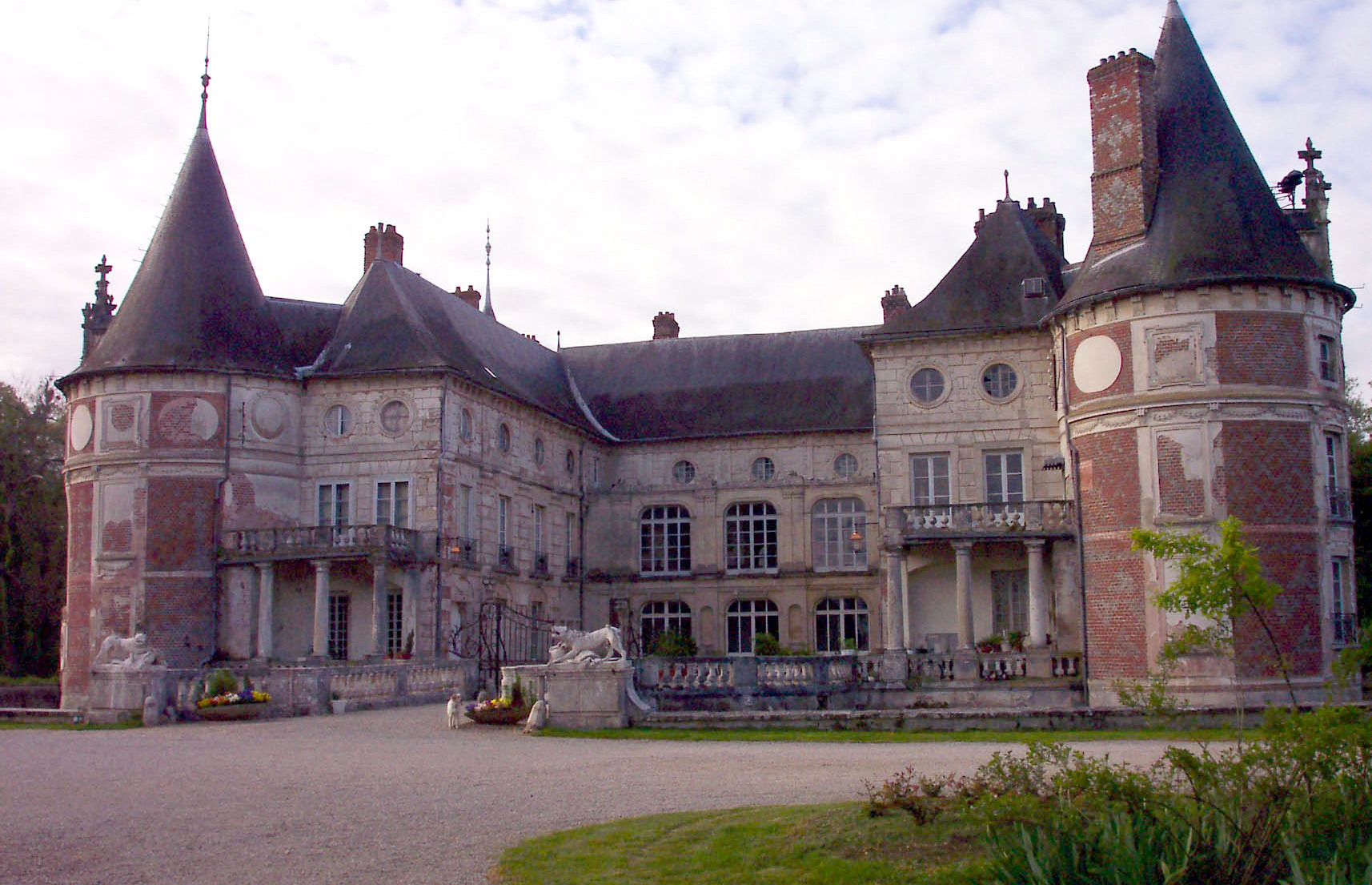

### Église Saint-Didier

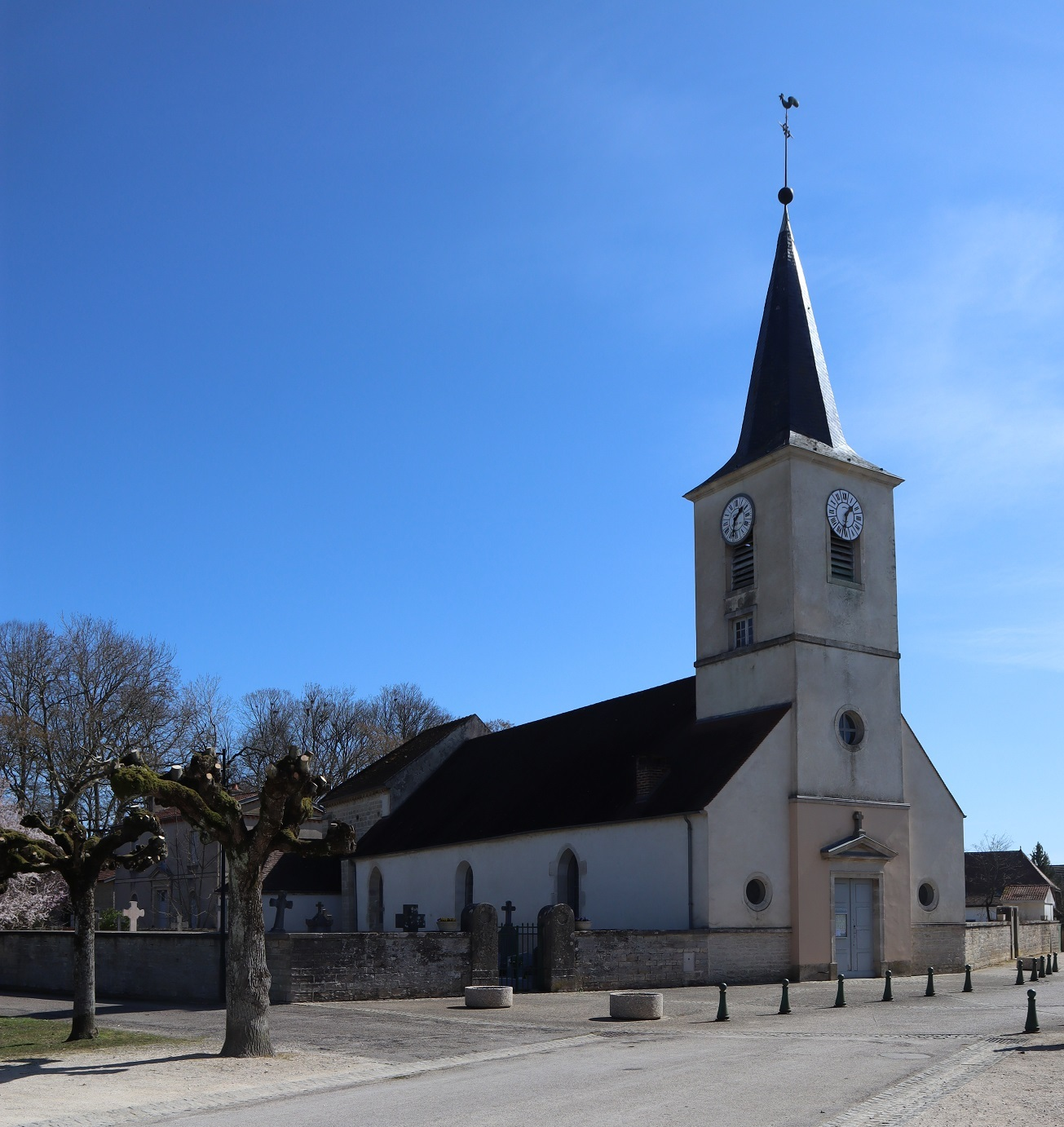
Église Saint-Didier.

L'église paroissiale Saint-Didier de Longecourt-en-Plaine conserve certaines dalles funéraires remarquables :
- dalle funéraire de Jeanne de Saulx (« Jehane de Saulx »), épouse de Jean de Baissey, morte en 1490 ;
- dalle funéraire de Jeanne de Lenoncourt (« Jehanne de Lenoncourt »), épouse d'Antoine de Baissey, morte en janvier 1523 (son épitaphe indique donc 1522, la nouvelle année commençant à Pâques).